# Зосима (Сокур)
Схиархимандри́т Зоси́ма (в мантии Савва́тий, в миру Иван Алексеевич Сокур; 3 сентября 1944, с. Косолманка, Верхотурский район, Свердловская область — 29 августа 2002, село Никольское, Волновахский район, Донецкая область) — схиархимандрит Русской православной церкви, основатель Успенской Николо-Васильевской обители. Часть верующих считает Зосиму старцем и прозорливцем.

## Биография
Родился 3 сентября 1944 года в селе Косолманка Верхотурского района Свердловской области. Мать, Мария Ивановна (будущая схимонахиня Мариамна), была простой крестьянкой Винницкого уезда, общалась с монахинями, за что попала в заключение по статье «религиозная пропаганда» и в тюремной больнице родила Ивана Сокура. Мальчика хотели наречь Фаддеем — в честь апостола, память которого совершается 3 сентября. Но знакомые матери, бывшие в Киево-Печерской Лавре и просившие там помощи для семьи Сокуров, получили у схиигумена Кукши (причисленного ныне к лику святых) указание наречь младенца Иоанном — в честь Иоанна Крестителя. Отец в год рождения сына погиб на фронте. После освобождения Мария Ивановна вместе с сыном переехала в Авдеевку, где проживала её родная сестра, монахиня Антонина, в прошлом духовная дочь о. Иоанна Кронштадтского.
В 1961 году Иван окончил с отличием ОШ I—II ступеней № 1 г. Авдеевки. С 1961 по 1964 год учился в сельскохозяйственном техникуме, затем недолго работал ветеринаром. После благословения своего духовника поступил в послушники в Киево-Печерскую Лавру, где его определили в келию, в которой жил до своей кончины схиигумен Кукша Одесский. Там его духовником стал схиигумен Валентин, про которого Зосима (Сокур) говорил, что это был старец, который рассказал ему наперёд всю его жизнь. После неудачной попытки поступить в Московскую духовную семинарию (органы госбезопасности препятствовали образованным молодым людям в получении духовного образования) Иван Сокур год был иподьяконом у архиепископа Павла (Голышева) в Новосибирске.
С 1968 по 1975 — студент Ленинградской духовной семинарии. Его сразу зачислили на второй курс. Некоторое время он был иподьяконом Ленинградского митрополита Никодима (Ротова). Академию окончил со степенью кандидата богословия, написав работу по истории Русской Церкви «Валаамский монастырь и его церковно-историческое значение». В 1975 году митрополит Ленинградский и Новгородский Никодим постриг студента четвёртого курса академии Ивана Сокура в монашество в честь Савватия Соловецкого.
После учёбы Савватий Сокур был направлен в Одесский Свято-Успенский мужской монастырь. В это время обострилась болезнь его матери — бронхиальная астма; в связи с этими обстоятельствами о. Савватий написал прошение о переводе в Ворошиловградско-Донецкую епархию. 25 декабря 1975 года его зачислили в Донецкой епархии в храм благоверного князя Александра Невского в посёлке Александровка Марьинского района. Храм был очень беден, прихожан было мало. Батюшка поставил новый иконостас, на храме поставили кресты, закупили новые иконы. В храм стали приезжать верующие из Донецка и других городов.
Митрополит Донецкий и Мариупольский Иларион (Шукало), рассказывал о деятельности о. Савватия (Сокура): «Меня всегда поражало его храмостроительство. Куда бы он ни пришёл служить, везде сразу же затевал капитальные ремонты и строительство. Помню, как в 1980 году, когда я служил ещё псаломщиком в Свято-Успенском храме Донецка, на праздник Почаевской иконы Божией Матери мы поехали к отцу Савватию в Александровку — на освящение нового престола. Ему удалось сделать этот престол в тот самый период, когда церкви в СССР только закрывали да разрушали. По тем временам это было чуть ли не сенсацией».
В 1977 году о. Савватий был награждён наперсным крестом, в 1983 году — орденом Преподобного Сергия Радонежского III степени, в 1984 — палицей. В это же время советские органы госбезопасности обратили внимание на «слишком активного» сельского священника. Ему угрожали и избивали, после чего его здоровье резко ухудшилось. Под давлением КГБ его переводили с одного прихода на другой, чтобы сломать несговорчивого священнослужителя: в 1985 году — настоятель храма в с. Андреевка около г. Курахово, затем, после Пасхи, перевели в Макеевку и в том же 1986 году — в посёлок Андреевка около г. Снежное, настоятелем Покровского храма.

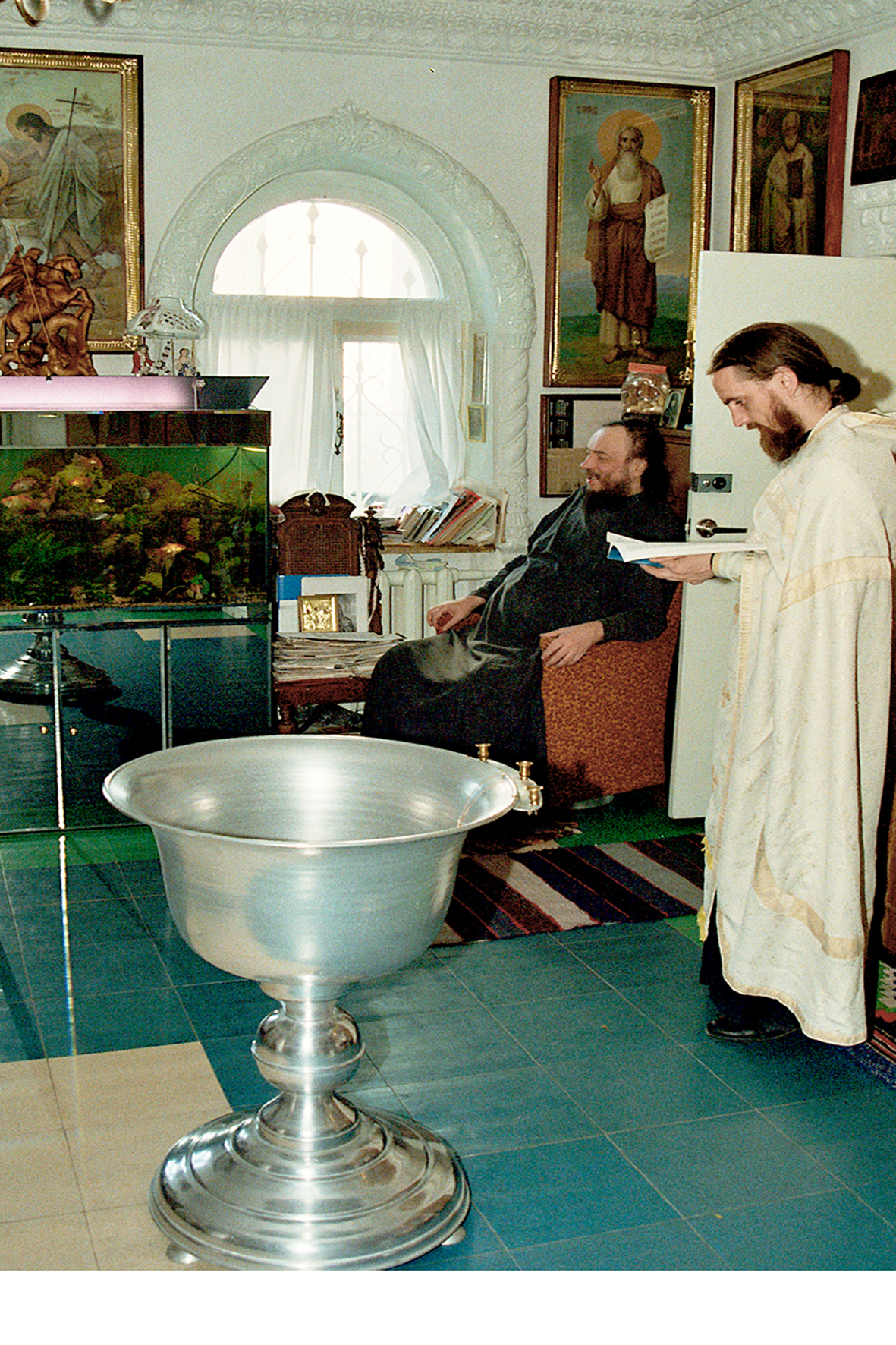
Отец Зосима (на заднем плане) на крестинах
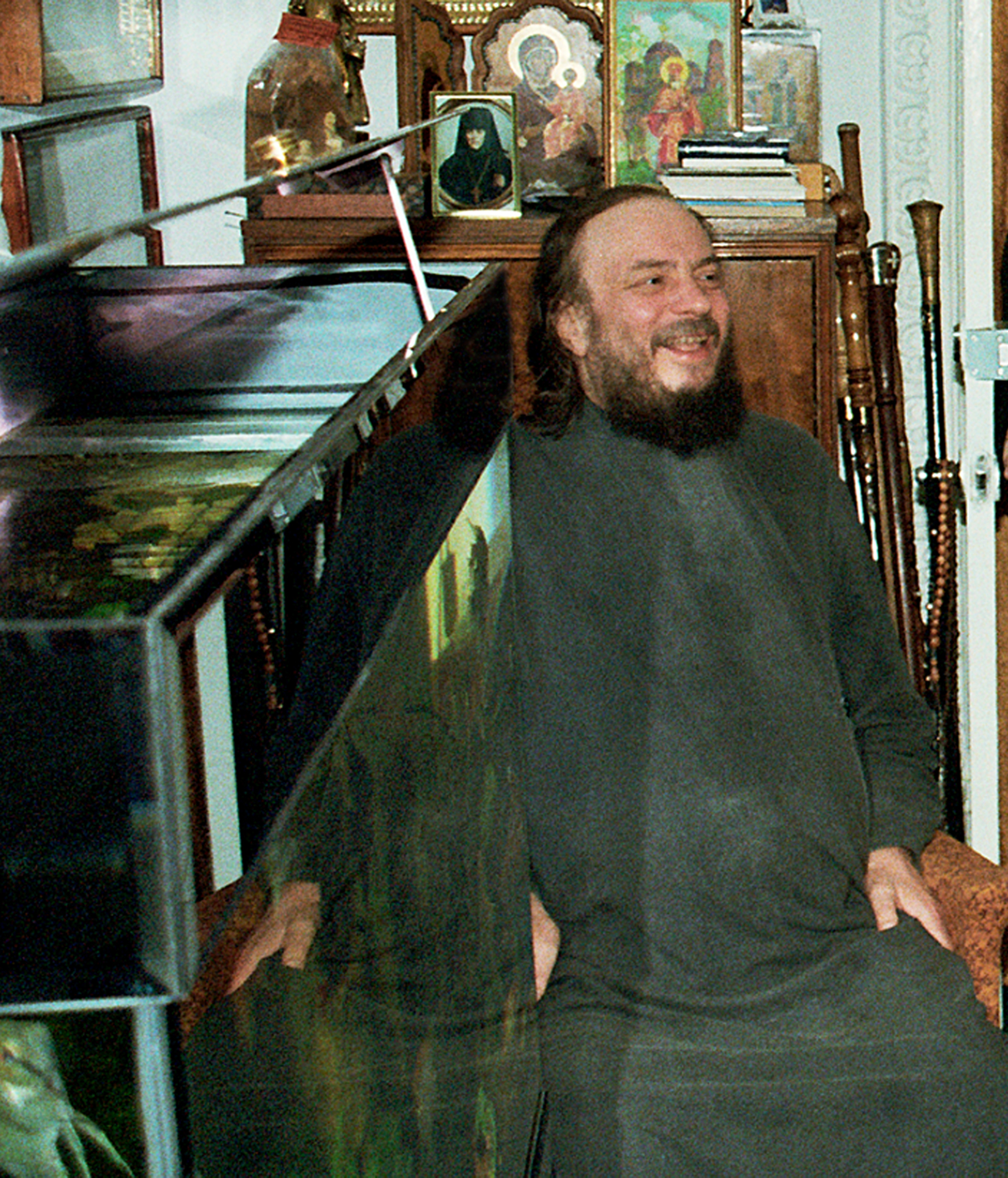
Отец Зосима

В 1986 году игумен Савватий (Сокур) был назначен настоятелем в Свято-Васильевский приход в селе Никольское Волновахского района. Его трудами был отреставрирован храм, в 1988 году построена крестильня с настоятельскими покоями и паломническая с трапезной. В 1990 году игумен Савватий был возведён в сан архимандрита, а в 1992 году пострижен в схиму с именем Зосима. В 1997 году был взят в аренду у сельсовета «Дом временного проживания», расположенный на территории, прилегающей к храму, где была устроена богадельня по уходу за немощными и престарелыми. В 1998 году основал -Успенскую Николо-Васильевскую обитель в селе Никольское Волновахского района. В 1998 году был построен братский корпус, в 1999 году — сестринский.
19 сентября 1997 года схиархимандрит Зосима обвенчал будущего президента Украины Виктора Януковича с его супругой Людмилой.
1 февраля 1998 года был назначен духовником Донецкой епархии.
29 августа 2002 года скончался. Похоронен на территории монастыря в часовне около Свято-Успенского собора. Среди тысяч верующих, пришедших проститься со схиархимандритом Зосимой, был губернатор Донецкой области Виктор Янукович.

## Николо-Васильевский монастырь

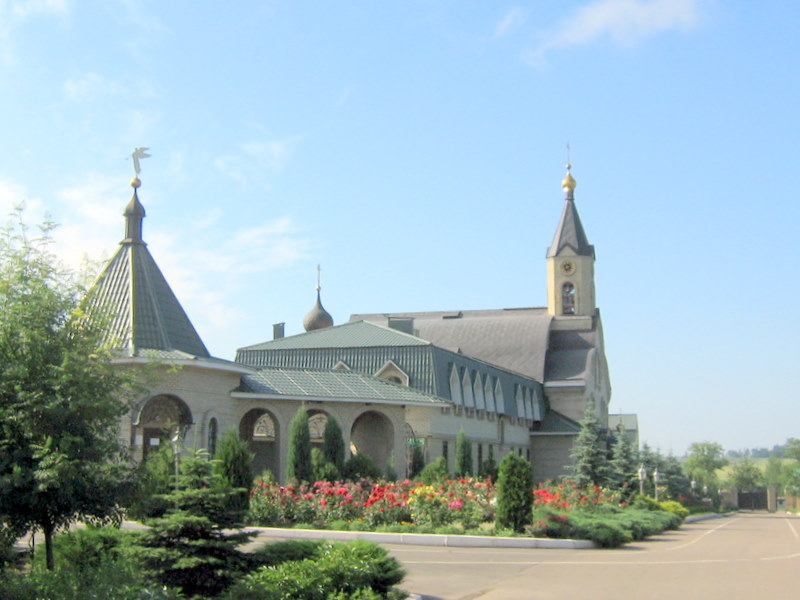
Свято-Успенская Николо-Васильевская обитель

Стараниями отца Зосимы построили Свято-Успенскую Николо-Васильевскую обитель. По его завещанию Свято-Успенский собор, строительство которого не было окончено при жизни батюшки, должен был освятить Патриарх Московский и Всея Руси Алексий, но в связи с его кончиной в 2008 году собор освятил Патриарх Кирилл во время своего визита на Украину летом 2009 года.

## Фильмы и книги о Зосиме (Сокуре)
В 2003 году украинский телеканал КРТ выпустил фильмы «Поминальная молитва» и «Дорога, длиною в жизнь», посвящённые батюшке Зосиме.
В 2005 году издательство Сретенского монастыря выпустило книгу об о. Зосиме «Схиархимандрит Зосима (Сокур). Слово о Святой Руси». В 2013 году вышло 2-е издание книги Московского Сретенского монастыря о схиархимандрите Зосиме (Сокур) «О чём скорбит душа».
Телеканал НТВ выпустил несколько документальных фильмов о старце Зосиме в рамках проекта «Новые русские сенсации»: в 2023 году «Пророчество для Зеленского» и в 2025 «Старец-пророк Зосима».

## Духовное завещание отца Зосимы
Аз, грешный Схиархимандрит Зосима, основатель двух обителей:
Успенского Свято-Васильевского мужского и Успенского Свято-Николаевского женского монастырей, оставляю последнюю свою волю:
и по смерти моей свято и вечно, до последнего издыхания, храните все завещания, те священные традиции, ту особенность служб, записанные братьями и сестрами в монастырском уставе, сохраняя их до малейших подробностей и не допуская никаких отступлений.
Строго держитесь Русской Православной Церкви и Святейшего Патриарха Московского и Всея Руси.
В случае отхода Украины от Москвы, какая бы ни была автокефалия, — беззаконная или «законная», — автоматически прерывается связь с Митрополитом Киевским. Из существующих монастырей тогда образовать Дом Милосердия, который будет выполнять святые законы милосердия — служение людям до их погребения, и эту заповедь обители должны выполнять вечно. Никакие угрозы и проклятия не признавать, так как они не каноничные и беззаконные.
Твердо стоять за каноны Русской Православной Церкви. В случае отпадения от единства Русской Православной Церкви, — правящего архиерея не существует, монастыри переходят в ставропигиальное управление, под омофор Святейшего Патриарха Московского и Всея Руси. Молю Бога и надеюсь, что Святейший Патриарх не откажет и примет под свой омофор. Если сие будет невозможно, то монастыри переходят под самостоятельное игуменское управление по подобию Валаамской обители начала нашего столетия, находясь под видом светлых будущих времен единства Украины и России, которые, глубоко верю, неминуемо наступят, с чем и ухожу в вечность.
…Отходя в жизнь вечную, последнее слово глаголю вам, братья, сестры и все молящиеся в обители нашей: держитесь Русской Православной Церкви — в ней спасение.
Всем даю из гроба прощение, Бог за вас да простит и помилует по Его велицей и богатой милости. Кто приходил ко мне за духовным руководством, держитесь святой обители: братья и сестры помогут вам и наставят на путь спасения…
Подаю из гроба, бездыханный и безгласный, Мир, Любовь и Благословение Божие.
— Житие старца схиархимандрита Зосимы
Старец Зосима — духовный символ православного Донбасса
К вопросу об автокефалии Украинской Православной Церкви